# Медаль «За храбрость» (Словакия, 1939)
Медаль «За храбрость» (словац. Medaila Za hrdinstvo) — государственная награда Первой Словацкой республики.
Учреждена 8 мая 1939 года президентом первой Словацкой республики Й. Тисо.
Медалью награждались словацкие военные за проявленные мужество и отвагу.

## Степени
Первоначально была учреждена в одной степени. С 11 сентября 1939 года была разделена на 3 степени:
1. Золотая медаль (высшая степень)
2. Серебряная медаль
3. Бронзовая медаль

## Описание медали
Медаль в форме правильного круга, окаймлённого бортиком с обратной стороны. На аверсе, в центре, расположено рельефное изображение орла с распростёртыми крыльями, поражающего извивающуюся змею.
На реверсе медали изображен щит с двойным крестом Словакии и две оливковые ветви, перевитые у основания лентой.
Медаль носилась на планке с лентой на груди. У разных степеней медали разные ленты:
- для золотой медали — красная лента, в центре которой широкая белая полоса, разделённая узкой зелёной полоской.
- для серебряной медали — синяя лента, в центре которой широкая белая полоса, разделённая узкой зелёной полоской.
- для бронзовой медали — жёлтая лента, в центре которой широкая белая полоса, разделённая узкой зелёной полоской.

Отличительным знаком награды вручаемой за боевые заслуги была бронзовая эмблема с надписью Za zasluhy (За заслуги).